# Campeonato Mundial de Atletismo em Pista Coberta de 2016 - 1500 m masculino

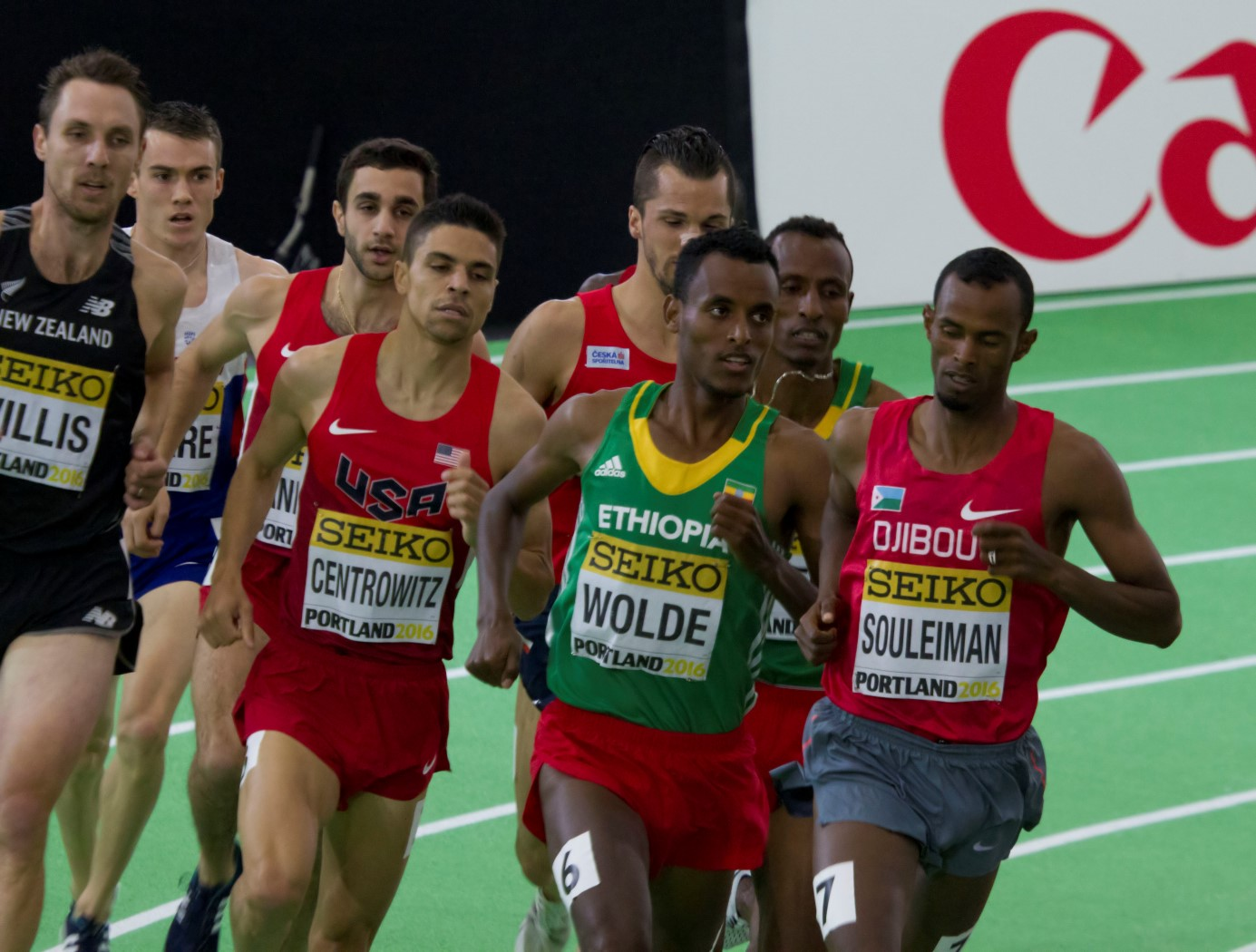

A prova dos 1500 metros masculino do Campeonato Mundial de Atletismo em Pista Coberta de 2016 ocorreu entre 18 e 20 de março em Portland, nos Estados Unidos.

## Recordes
Antes desta competição, os recordes mundiais e do campeonato nesta prova eram os seguintes:
|    | Nome               | Nacionalidade | Tempo     | Local               | Data                   |
| -- | ------------------ | ------------- | --------- | ------------------- | ---------------------- |
| WR | Hicham El Guerrouj | Marrocos      | 3m 31s 18 | Estugarda, Alemanha | 2 de fevereiro de 1997 |
| CR | Haile Gebrselassie | Etiópia       | 3m 33s 77 | Maebashi, Japão     | 7 de março de 1999     |

## Medalhistas
| Ouro                  | Prata              | Bronze                |
| Matt Centrowitz (USA) | Jakub Holuša (CZE) | Nicholas Willis (NZL) |

## Resultados

### Eliminatórias
Qualificação: 3 atletas de cada bateria  (Q) mais os 3 melhores qualificados (q).  
| Colocação | Bateria | Nome              | Nacionalidade  | Tempo   | Notas  |
| --------- | ------- | ----------------- | -------------- | ------- | ------ |
| 1         | 2       | Ayanleh Souleiman | Djibuti        | 3:41.04 | Q      |
| 2         | 2       | Chris O'Hare      | Reino Unido    | 3:41.09 | Q      |
| 3         | 2       | Robby Andrews     | Estados Unidos | 3:41.21 | Q      |
| 4         | 2       | Aman Wote         | Etiópia        | 3:41.25 | q      |
| 5         | 2       | Vincent Kibet     | Quênia         | 3:41.42 | q      |
| 6         | 2       | Nicholas Willis   | Nova Zelândia  | 3:41.53 | q      |
| 7         | 2       | Marc Alcalá       | Espanha        | 3:42.02 |        |
| 8         | 1       | Matt Centrowitz   | Estados Unidos | 3:47.15 | Q      |
| 9         | 1       | Dawit Wolde       | Etiópia        | 3:47.24 | Q      |
| 10        | 1       | Jakub Holuša      | Chéquia        | 3:47.62 | Q      |
| DSQ       | 1       | Iván López        | Chile          | 3:48.63 | Doping |
| 11        | 1       | Charlie Grice     | Reino Unido    | 3:49.03 |        |
| 12        | 1       | Bethwell Birgen   | Quênia         | 3:49.35 |        |
| 13        | 2       | Erick Rodriguez   | Nicarágua      | 3:58.37 | NR     |
| 14        | 1       | Manuel Olmedo     | Espanha        | DNF     |        |

### Final
A final ocorreu dia 20 de março. 
| Colocação         | Nome              | Nacionalidade  | Tempo   | Notas |
| ----------------- | ----------------- | -------------- | ------- | ----- |
| Medalha de ouro   | Matt Centrowitz   | Estados Unidos | 3:44.22 |       |
| Medalha de prata  | Jakub Holuša      | Chéquia        | 3:44.30 |       |
| Medalha de bronze | Nicholas Willis   | Nova Zelândia  | 3:44.37 |       |
| 4                 | Robby Andrews     | Estados Unidos | 3:44.77 |       |
| 5                 | Dawit Wolde       | Etiópia        | 3:44.81 |       |
| 6                 | Aman Wote         | Etiópia        | 3:44.86 |       |
| 7                 | Vincent Kibet     | Quênia         | 3:45.17 |       |
| 8                 | Chris O'Hare      | Reino Unido    | 3:46.50 |       |
| 9                 | Ayanleh Souleiman | Djibuti        | 3:53.69 |       |

Legenda
| Recorde mundial       | Recorde mundial (World record)               |                       | Recorde africano                      | Recorde africano (African) |                                           | Q | Classificado por posição (Qualified) |
| Recorde do campeonato | Recorde do campeonato (Championship record)  | Recorde da América    | Recorde da América (Americas)         | q                          | Classificado por melhor tempo (Qualified) |   |                                      |
| Melhor marca do ano   | Melhor marca do ano (World leading)          | Recorde asiático      | Recorde asiático (Asian)              | DNS                        | Não largou (Did not start)                |   |                                      |
| Recorde nacional      | Recorde nacional (National record)           | Recorde europeu       | Recorde europeu (European)            | DNF                        | Não terminou (Did not finish)             |   |                                      |
| Recorde pessoal       | Recorde pessoal do atleta (Personal best)    | Recorde da Oceania    | Recorde da Oceania (Oceania)          | DSQ / DQ                   | Desclassificado (Disqualified)            |   |                                      |
| Recorde da temporada  | Recorde da temporada do atleta (Season best) | Recorde sul-americano | Recorde sul-americano (South America) | NM                         | Sem marca (No mark)                       |   |                                      |